# Anna Barbara Reinhart
Pour les articles homonymes, voir Reinhart.
Anna Barbara Reinhart (12 juillet 1730 – 5 janvier 1796) est une mathématicienne suisse. 

## Biographie
Anna Barbara Reinhart naît le 12 juillet 1730, dans une famille aisée de Winterthour (canton de Zürich). Elle est la troisième enfant de l'échevin Salomon Reinhart (1693 - 1761) et de son épouse, Anna Steiner. Enfant, elle tombe de cheval lors d'un mariage et doit demeurer alitée pendant une longue période. Son médecin, le Dr Johann Heinrich Hegner, remarque alors son aptitude pour les mathématiques qu'il commence à lui enseigner. Elle étudie ensuite en autodidacte sur la base des ouvrages de Leonhard Euler, Gabriel Cramer, Pieter van Musschenbroek et Jérôme Lalande.
Anna Reinhart enseigne les mathématiques et correspond avec et rencontre les mathématiciens de son époque, comme Christoph Jezler. Elle aurait publié le travail de plusieurs contemporains et écrit un ouvrage commentant le Philosophiae Naturalis Principia Mathematica d'Isaac Newton, mais ses écrits furent perdus après sa mort. Daniel Bernoulli l'a félicitée pour avoir élargi et amélioré la courbe de poursuite telle que discutée par Pierre Louis Maupertuis.
Anna Reinhart meurt le 5 janvier 1796 de la goutte et des conséquences de son accident dont elle ne se sera jamais totalement remise. Une rue de Winterthour porte son nom depuis 2003.